# Bathycongrus parapolyporus
Bathycongrus parapolyporus är en fiskart som beskrevs av Emma S. Karmovskaya 2009. Bathycongrus parapolyporus ingår i släktet Bathycongrus och familjen havsålar. Inga underarter finns listade.